# Erwin Kern (Attentäter)

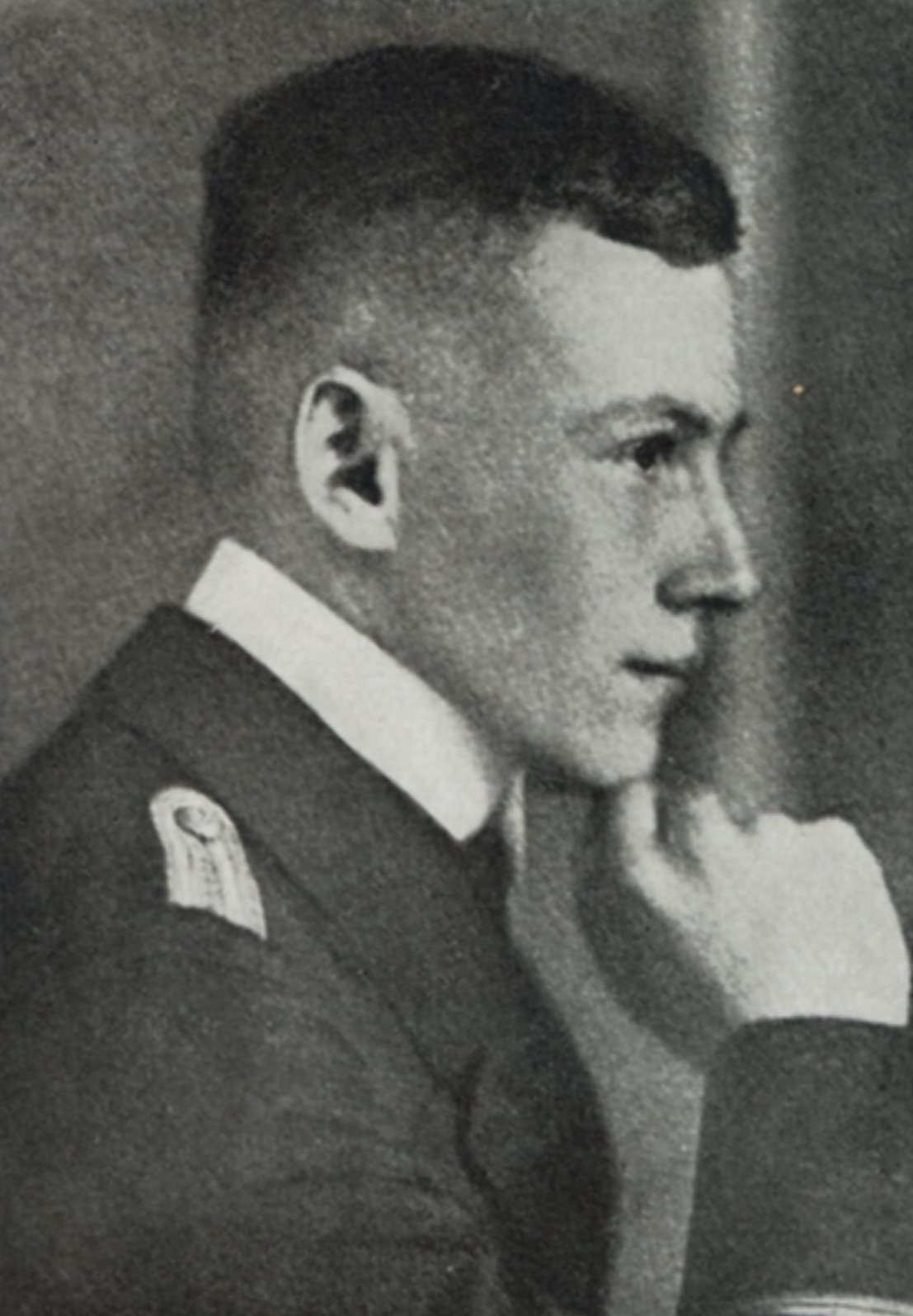
Erwin Kern

Erwin Kern (* 8. August 1898 in Gumbinnen; † 17. Juli 1922 auf Burg Saaleck) war Marineoffizier und einer der Mörder von Walther Rathenau. Seine Mittäter waren Hermann Fischer, Ernst Werner Techow und Ernst von Salomon. Kern war Mitglied der Marine-Brigade Ehrhardt und der Organisation Consul.

## Leben
1898 als Sohn des Berliner Verwaltungsgerichtsdirektors Erich Ferdinand Urban Kern aus Breslau geboren, trat Kern 1915 in die Kaiserliche Marine als Seekadett ein. Bei Kriegsende 1918 hatte er den Dienstgrad eines Leutnants zur See und wurde 1921 als Oberleutnant zur See aus der nunmehrigen Reichsmarine entlassen. Nach seiner Entlassung aus der Marine studierte er in Kiel Rechtswissenschaft.
1920 lernte er beim Einzug französischer Truppen Ernst von Salomon kennen. Sie bildeten mit Friedrich Wilhelm Heinz eine Ortsgruppe der Organisation Consul in Frankfurt am Main und führten im Ruhrgebiet Waffenlieferungen, Gefangenenbefreiungen sowie Gegenspionage durch. Im Dritten polnischen Aufstand 1921 kämpfte Kern mit vielen anderen Mitgliedern der Brigade Ehrhardt in der Sturmkompanie Koppe unter Manfred von Killinger in Oberschlesien.
Gemeinsam mit Karl Tillessen versuchte Kern am 10. August 1921 vergeblich, die beiden in den Leipziger Prozessen wegen der Versenkung des englischen Lazarettschiffs Llandovery Castle als Kriegsverbrecher verurteilten Oberleutnants John Boldt und Ludwig Dithmar aus dem Leipziger Gefängnis zu befreien. Im Januar 1922 gelang Kern und dem Frankfurter Kreis der Organisation Consul dann die Befreiung Dithmars aus der Strafanstalt Naumburg/Saale. Im März 1922 wurde auf den Fahrer des Fluchtwagens, Erwin Wagner, ein Fememordversuch verübt, weil Kern und Tillessen ihn für einen Spitzel hielten. Im Gießener Fememordprozeß 1927 wurde Kern die Hauptverantwortung dafür zugeschrieben. Als Heinrich Tillessen nach dem Mord an Erzberger eine Vorladung von der Münchner Polizei bekam, brachte Kern ihn über die Grenze nach Österreich. Ferner wird vermutet, dass Kern am Attentat Hanns Husterts und Karl Oehlschlägers auf Philipp Scheidemann am 4. Juni 1922 beteiligt war. Nachdem er dabei gesehen hatte, dass die verwendete Spritze mit Blausäure nicht zuverlässig funktionierte, wurde der Attentatsplan auf Rathenau geändert.
Am 24. Juni 1922 töteten Kern und Hermann Fischer Reichsaußenminister Rathenau im offenen Fond seines Wagens mit einer Handgranate und mehreren Schüssen aus einer Maschinenpistole in der Koenigsallee (Berlin-Grunewald). Kerns politisches Motiv war, laut einer späteren Vernehmung von Karl Tillessen, die Herbeiführung einer Rechtsregierung durch die Beseitigung Rathenaus, der sämtliche Fäden in der Hand habe. In einer der größten Fahndungsaktionen, die es in Deutschland je gab, wurde nach den Mördern gesucht.

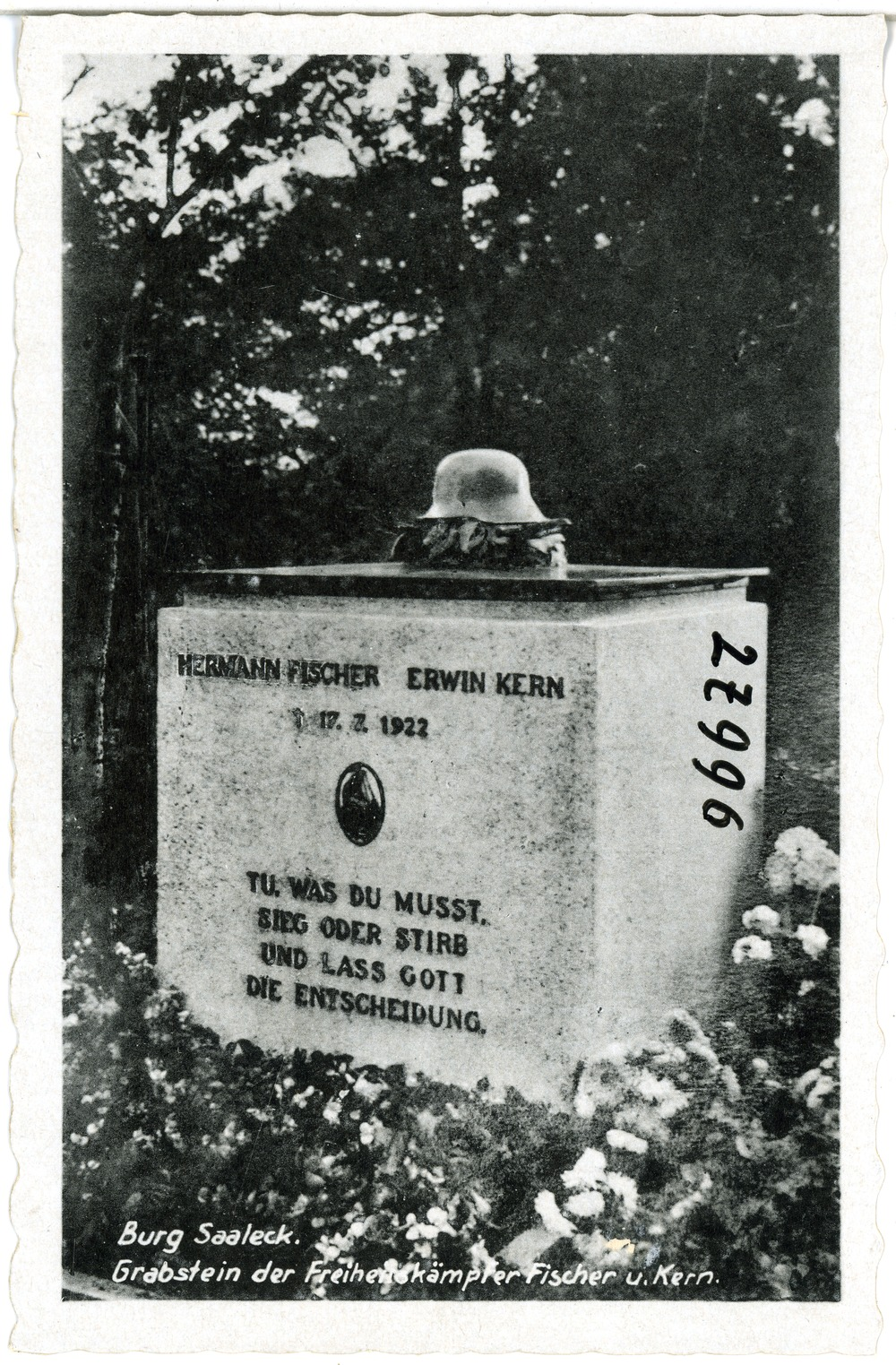
Heute nicht mehr existierender Gedenkstein im Friedhof Saaleck 1943

Die Attentäter konnten schließlich am 17. Juli 1922 auf der Burg Saaleck nahe Bad Kösen gestellt werden. Bei dem Schusswechsel wurde Kern durch eine Polizeikugel hinter einem Fenster tödlich getroffen; Fischer nahm sich daraufhin das Leben.
Nach seinem Tod zählte Kern zeitweise zu den Verdächtigen für den nie aufgeklärten Mord an dem USPD-Politiker Karl Gareis, der am 9. Juni 1921 in München erschossen worden war. Entsprechende erstmals 1929 aufgetauchte Hinweise sind jedoch neueren Forschungen zufolge falsch.
In der Zeit des Nationalsozialismus wurden die Rathenaumörder als Helden verehrt. Der Stahlhelm, Bund der Frontsoldaten, Hermann Ehrhardt sowie Vertreter der SA und SS weihten am 17. Juli 1933 eine Gedenktafel am Bergfried der Burg ein. Am 29. Oktober 1933 wurde auf dem Friedhof Saaleck ein Gedenkstein errichtet, der 2000 abtransportiert und zerstört wurde.